# Nekrolog 1320
Nekrolog
◄◄
| ◄
| 1316
| 1317
| 1318
| 1319
| 1320 | 1321 | 1322 | 1323 | 1324 | ► | ►►
Weitere Ereignisse | Allgemeiner Nekrolog 1320
Die Beschreibung der verstorbenen Person sollte so kurz wie möglich gehalten sein und nur deren signifikante Tätigkeit(en) enthalten.
Neue Namen ggf. auch unter dem Geburts- und Sterbedatum, also etwa unter 1. Januar und im Geburts- und Sterbejahr (2024) eintragen (nur bei entsprechender großer Wichtigkeit). Für Beispiele siehe die schon vorhandenen Artikel.
Außerdem über die fünf zuletzt Verstorbenen, zu denen es einen ausreichend guten Artikel für eine Präsentation auf der Hauptseite gibt, nach der todesbedingten Überarbeitung der Artikel ggf. auch unter Wikipedia Diskussion:Hauptseite informieren und sie am besten auch in den anderen Wikipedia-Sprachversionen eintragen. Tipp: Regelmäßig bei news.google.de nach „ist tot“, „gestorben“ oder „verstorben“ suchen.
Wenn eine Person gestorben ist, gibt es viele Seiten zu dieser Person in der Wikipedia, die davon auch betroffen sind und entsprechend aktualisiert werden müssen. Beispiele: Namenübersichtsseite, Geburtsjahr, Geburtsort-Seiten und viele mehr.
Wie finde ich die betroffenen Seiten?
Im Suchfeld auf der linken Seite gibt man den Suchbegriff so ein: „Vorname Nachname“. Dann klickt man auf Volltext und alle Seiten mit entsprechendem Suchtext werden aufgerufen. Hier sieht man dann schnell, wo auch das Todesjahr Sinn macht oder sogar ein Teil des Artikels angepasst werden muss. Auch hilft das „Werkzeug“ auf der linken Seite sehr gut, um solche Seiten aufzufinden: „Links auf diese Seite“. Somit ist die Wikipedia wieder aktuell in allen Bereichen! Hinweis: bei Eintragung der Kategorie „Gestorben JAHR“ wird der Missbrauchsfilter 49 ausgelöst, was jedoch nicht schlimm ist. Siehe: Spezial:Missbrauchsfilter/49
Dies ist eine Liste von im Jahr 1320 verstorbenen bekannten Persönlichkeiten. Die Einträge erfolgen innerhalb der einzelnen Daten alphabetisch sortiert. Tiere sind im Nekrolog für Tiere zu finden.

## Januar
| Tag        | Name          | Beruf, bekannt als     | Alter | Beleg |
| ---------- | ------------- | ---------------------- | ----- | ----- |
| 12. Januar | John Dalderby | englischer Geistlicher |       |       |

## Februar
| Tag        | Name           | Beruf, bekannt als                      | Alter | Beleg |
| ---------- | -------------- | --------------------------------------- | ----- | ----- |
| 7. Februar | Johann Muskata | römisch-katholischer Bischof von Krakau |       |       |

## März
| Tag      | Name               | Beruf, bekannt als                              | Alter | Beleg |
| -------- | ------------------ | ----------------------------------------------- | ----- | ----- |
| 1. März  | Buyantu Khan       | Kaiser der Yuan-Dynastie (1311–1320)            |       |       |
| 21. März | Werner von Homberg | Schweizer Graf, Minnesänger und Kriegshauptmann |       |       |

## Juni
| Tag     | Name             | Beruf, bekannt als                      | Alter | Beleg |
| ------- | ---------------- | --------------------------------------- | ----- | ----- |
| 5. Juni | Peter von Aspelt | Erzbischof von Mainz, Bischof von Basel |       |       |

## Juli
| Tag           | Name                | Beruf, bekannt als            | Alter | Beleg |
| ------------- | ------------------- | ----------------------------- | ----- | ----- |
| vmtl. 2. Juli | Maud de Burgh       | anglo-irische Adlige          |       |       |
| 20. Juli      | Oschin von Armenien | König von Kleinarmenien       |       |       |
| Juli          | Heinrich II.        | Markgraf der Mark Brandenburg |       |       |

## August
| Tag        | Name                                  | Beruf, bekannt als              | Alter | Beleg |
| ---------- | ------------------------------------- | ------------------------------- | ----- | ----- |
| 18. August | Adelheid von Braunschweig-Grubenhagen | durch Heirat Königin von Böhmen |       |       |

## September
| Tag          | Name               | Beruf, bekannt als                                    | Alter | Beleg |
| ------------ | ------------------ | ----------------------------------------------------- | ----- | ----- |
| 1. September | Arnaud d’Aux       | französischer Kardinal                                |       |       |
| September    | Manuel Palaiologos | byzantinischer Prinz, Enkel von Kaiser Andronikos II. |       |       |

## Oktober
| Tag         | Name                      | Beruf, bekannt als       | Alter | Beleg |
| ----------- | ------------------------- | ------------------------ | ----- | ----- |
| 12. Oktober | Michael IX.               | byzantinischer Mitkaiser | 43    |       |
| 31. Oktober | Ricoldo da Monte di Croce | Orientmissionar          |       |       |

## Datum unbekannt
| Tag | Name                            | Beruf, bekannt als                                                           | Alter | Beleg |
| --- | ------------------------------- | ---------------------------------------------------------------------------- | ----- | ----- |
|     | Albrecht II.                    | katholischer Priester, Benediktiner und Abt des Klosters Murrhardt           |       |       |
|     | Antonius Andreae                | Franziskaner und Theologe                                                    |       |       |
|     | Anna von Bolanden               | pfälzische Adelige, Zisterzienserin in Worms                                 |       |       |
|     | Johannes I. von Blankenfelde    | deutscher Politiker, regierender Bürgermeister von Berlin                    |       |       |
|     | Heinrich von Plötzke            | Landmeister von Preußen, Großkomtur und Ordensmarschall des Deutschen Ordens |       |       |
|     | Jom Tob ben Abraham aus Sevilla | jüdischer Gelehrter                                                          |       |       |
|     | Luitbert von Rödinghausen       | Abt des Klosters Grafschaft                                                  |       |       |
|     | Maria Afonso                    | portugiesische Königstochter und Nonnen                                      |       |       |
|     | Nichirō                         | japanischer Mönch                                                            |       |       |
|     | Roger Deslaur                   | Herzog von Athen                                                             |       |       |